# Vice-président du gouvernement (Espagne)
Le vice-président du gouvernement d'Espagne (en espagnol : Vicepresidente del Gobierno) est un membre du gouvernement, placé, dans l'ordre protocolaire gouvernemental, entre le président du gouvernement et les ministres.

## Réglementation

### Nomination
Nommé par décret royal sur proposition du président du gouvernement, le vice-président fait toutefois l'objet d'un décret séparé des autres membres du gouvernement, preuve de sa spécificité dans l'organe gouvernemental.

### Base légale
L'existence des vice-présidents est garantie par l'article 98 de la Constitution de 1978 qui dispose que « Le gouvernement se compose du président, le cas échéant des vice-présidents, des ministres et des autres membres que la loi institue » et par l'article 1 de la loi relative au gouvernement (Ley del Gobierno).

## Fonction
Le vice-président exerce les fonctions qui lui sont dévolues par le président du gouvernement. En outre, il a la faculté d'être titulaire d'un portefeuille ministériel, ce qui est généralement le cas. Enfin, le vice-président (ou le premier d'entre eux) exerce temporairement les fonctions du président en cas de vacance, absence ou maladie.

## Histoire
Depuis le début de la période démocratique en 1977, le nombre de vice-présidents a varié de un à quatre en fonction des différents gouvernements qui se sont succédé.
Le socialiste Alfonso Guerra détient, avec près de neuf ans de mandat, le record de longévité à la vice-présidence du gouvernement. María Teresa Fernández de la Vega a été la première femme à occuper un tel poste. Depuis mars 2021, l'ensemble des vice-présidences est détenue par des femmes.

### Liste des premiers vice-présidents depuis 1977
| Nom | Nom                               | Dates du mandat | Dates du mandat | Portefeuille                                                                                    | Parti | Gouvernement(s)       |
| --- | --------------------------------- | --------------- | --------------- | ----------------------------------------------------------------------------------------------- | ----- | --------------------- |
|     | Manuel Gutiérrez Mellado          | 05/07/1977      | 29/01/1981      | Défense Aucun (06/04/1979)                                                                      | Aucun | Suárez II et III      |
|     |                                   |                 |                 |                                                                                                 |       |                       |
|     | Rodolfo Martín Villa              | 02/12/1981      | 30/07/1982      | Aucun                                                                                           | UCD   | Calvo-Sotelo          |
|     | Juan Antonio García Díez          | 30/07/1982      | 02/12/1982      | Économie et Commerce                                                                            | UCD   | Calvo-Sotelo          |
|     | Alfonso Guerra                    | 02/12/1982      | 14/01/1991      | Aucun                                                                                           | PSOE  | González I, II et III |
|     | Narcís Serra                      | 12/03/1991      | 03/07/1995      | Aucun                                                                                           | PSC   | González III et IV    |
|     |                                   |                 |                 |                                                                                                 |       |                       |
|     | Francisco Álvarez-Cascos          | 05/05/1996      | 12/03/2000      | Présidence                                                                                      | PP    | Aznar I               |
|     | Mariano Rajoy                     | 28/04/2000      | 03/09/2003      | Présidence Intérieur (28/02/2001) Présidence et porte-parole (10/07/2002)                       | PP    | Aznar II              |
|     | Rodrigo Rato                      | 03/09/2003      | 14/03/2004      | Économie                                                                                        | PP    | Aznar II              |
|     | María Teresa Fernández de la Vega | 18/04/2004      | 20/10/2010      | Présidence et porte-parole                                                                      | Aucun | Zapatero I et II      |
|     | Alfredo Pérez Rubalcaba           | 20/10/2010      | 11/07/2011      | Intérieur et porte-parole                                                                       | PSOE  | Zapatero II           |
|     | Elena Salgado                     | 11/07/2011      | 20/11/2011      | Économie et Finances                                                                            | Aucun | Zapatero II           |
|     | Soraya Sáenz de Santamaría        | 22/12/2011      | 07/06/2018      | Présidence Porte-parole (jusqu'au 04/11/2016)                                                   | PP    | Rajoy I et II         |
|     | Carmen Calvo                      | 07/06/2018      | 12/07/2021      | Présidence                                                                                      | PSOE  | Sánchez I et II       |
|     | Nadia Calviño                     | 12/07/2021      | 29/12/2023      | Affaires économiques et Transformation numérique Économie, Commerce et Entreprises (21/11/2023) | Aucun | Sánchez II et III     |
|     | María Jesús Montero               | 29/12/2023      | En fonction     | Finances                                                                                        | PSOE  | Sánchez III           |

### Liste des deuxièmes vice-présidents depuis 1977
| Nom | Nom                      | Dates du mandat | Dates du mandat | Portefeuille                                     | Parti   | Gouvernement(s)   |
| --- | ------------------------ | --------------- | --------------- | ------------------------------------------------ | ------- | ----------------- |
|     | Enrique Fuentes Quintana | 05/07/1977      | 28/02/1978      | Économie                                         | Aucun   | Suárez II         |
|     | Fernando Abril Martorell | 28/02/1978      | 09/09/1980      | Économie Aucun (06/04/1979)                      | UCD     | Suárez II et III  |
|     | Leopoldo Calvo-Sotelo    | 09/09/1980      | 29/01/1981      | Aucun                                            | UCD     | Suárez III        |
|     | Juan Antonio García Díez | 02/12/1981      | 30/07/1982      | Économie et Commerce                             | UCD     | Calvo-Sotelo      |
|     |                          |                 |                 |                                                  |         |                   |
|     | Rodrigo Rato             | 05/05/1996      | 03/09/2003      | Économie et Finances Économie (28/04/2000)       | PP      | Aznar I et II     |
|     | Javier Arenas            | 03/09/2003      | 12/03/2004      | Présidence                                       | PP      | Aznar II          |
|     | Pedro Solbes             | 18/04/2004      | 07/04/2009      | Économie et Finances                             | Aucun   | Zapatero I et II  |
|     | Elena Salgado            | 07/04/2009      | 11/07/2011      | Économie et Finances                             | Aucun   | Zapatero II       |
|     | Manuel Chaves            | 11/07/2011      | 20/11/2011      | Politique territoriale                           | PSOE    | Zapatero II       |
|     |                          |                 |                 |                                                  |         |                   |
|     | Pablo Iglesias           | 13/01/2020      | 31/03/2021      | Droits sociaux et Agenda 2030                    | Podemos | Sánchez II        |
|     | Nadia Calviño            | 31/03/2021      | 12/07/2021      | Affaires économiques et Transformation numérique | Aucun   | Sánchez II        |
|     | Yolanda Díaz             | 12/07/2021      | En fonction     | Travail et Économie sociale                      | PCE     | Sánchez II et III |

### Liste des troisièmes vice-présidents depuis 1977
| Nom | Nom                      | Dates du mandat | Dates du mandat | Portefeuille                                     | Parti | Gouvernement(s)   |
| --- | ------------------------ | --------------- | --------------- | ------------------------------------------------ | ----- | ----------------- |
|     | Fernando Abril Martorell | 05/07/1977      | 28/02/1978      | Aucun                                            | UCD   | Suárez II         |
|     |                          |                 |                 |                                                  |       |                   |
|     | Manuel Chaves            | 07/04/2009      | 11/07/2011      | Politique territoriale                           | PSOE  | Zapatero II       |
|     |                          |                 |                 |                                                  |       |                   |
|     | Nadia Calviño            | 13/01/2020      | 31/03/2021      | Affaires économiques et Transformation numérique | Aucun | Sánchez II        |
|     | Yolanda Díaz             | 31/03/2021      | 12/07/2021      | Travail et Économie sociale                      | PCE   | Sánchez II        |
|     | Teresa Ribera            | 12/07/2021      | 25/11/2024      | Transition écologique et Défi démographique      | PSOE  | Sánchez II et III |
|     | Sara Aagesen             | 25/11/2024      | En fonction     | Transition écologique et Défi démographique      | Sans  | Sánchez III       |

### Liste des quatrièmes vice-présidents depuis 2020
| Nom | Nom                 | Dates du mandat | Dates du mandat | Portefeuille                                | Parti | Gouvernement(s) |
| --- | ------------------- | --------------- | --------------- | ------------------------------------------- | ----- | --------------- |
|     | Teresa Ribera       | 13/01/2020      | 12/07/2021      | Transition écologique et Défi démographique | PSOE  | Sánchez II      |
|     |                     |                 |                 |                                             |       |                 |
|     | María Jesús Montero | 21/11/2023      | 29/12/2023      | Finances et Fonction publique               | PSOE  | Sánchez III     |